# Ottorino Lazzarini
Ottorino Lazzarini (Roma, 12 aprile 1909 – Gianagobò, 15 aprile 1936) è stato un militare italiano, decorato con la medaglia d'oro al valor militare alla memoria nel corso della guerra d'Etiopia.

## Biografia
Nacque a Roma il 12 aprile 1909, figlio di Guido e Evelina De Santis. Arruolatosi nel Regio Esercito iniziò a frequentare la Scuola allievi ufficiali di complemento di Spoleto da cui uscì con il grado di sottotenente assegnato all'arma di fanteria nel giugno 1932 in forza al 232º Reggimento fanteria "Avellino". Fu posto in congedo nel gennaio 1933 per riprendere il suo lavoro presso il Ministero delle finanze. Richiamato a domanda in servizio attivo, nell'aprile 1935 partì per la Tripolitania assegnato al 3º Reggimento fanteria coloniale con il quale si imbarcò successivamente per la Somalia italiana nel gennaio 1936 sbarcando a Brava il 27 febbraio successivo. Cadde in combattimento a Gianagobò il 15 aprile 1936, venendo poi decorato con la medaglia d'oro al valor militare alla memoria.

### Fonti
1. ↑  Gruppo Medaglie d'Oro al Valore Militare 1965, p. 168.
2. 1 2 3 4  Combattenti Liberazione.
3. ↑   Medaglia d'oro al valor militare Lazzarini, Ottorino, su quirinale.it, Quirinale. URL consultato l'11 febbraio 2023.
4. ↑  Registrato alla Corte dei conti il 9 gennaio 1940,  registro 1 Africa Italiana, foglio 96.